# 山浦村
山浦村（やまうらむら）は、大分県速見郡にあった村。現在の杵築市の一部にあたる。

## 地理
雲ケ岳と大村山の中間、駅館川支流・山蔵川流域の盆地に位置していた

## 歴史
- 1889年（明治22年）4月1日、町村制の施行により、速見郡山浦村、吉野渡村が合併して村制施行し、山浦村が発足[1][2]。旧村名を継承した山浦、吉野渡の2大字を編成[2]。
- 1952年（昭和27年）勢場に開拓団が入植[2]。
- 1955年（昭和30年）3月31日、速見郡山香町、立石町と合併し山香町が存続して廃止された[1][2]。

## 産業
- 農業、畜産、林業[2]

## 交通

### 県道
- 立石安心院線[2]

### 乗合バス
- 1925年（大正14年）から運行[2]。